# 201 (Южный Парк)
«201» — 6-й эпизод 14-го сезона (№ 201) сериала «Южный Парк», премьера которого состоялась 21 апреля 2010 года. Является 201 серией всего сериала и непосредственным продолжением эпизода «200».

## Сюжет
В начале серии 56-летний Митчелл Коннор (рука Картмана) вспоминает 1972 год, бои в Сайгоне, как их вертолёт был сбит и Коннора комиссовали по ранению. Коннор удивляется, как он оказался в одной комнате с Картманом, желающим узнать, кто его отец, и его учителем.
Мистер Гаррисон мнётся, не желая сообщать, кто отец Картмана. Но он всё же говорит, что всем надо было придерживаться легенды для того, чтобы защитить одного важного человека, и что больше он ничего об этом не скажет. Напоследок Гаррисон сказал, что с этим вопросом надо идти к Мефесто.
Тем временем пророка Мухаммеда в костюме медведя передают рыжим детям. Под угрозой взрыва рыжие дети требуют снятия костюма и, как они и опасались, в нём вовсе не Мухаммед, а Санта-Клаус. Стэн подменил Мухаммеда, когда услышал от отца, что он будет передан Тому Крузу, хотя мальчик обещал, что Мухаммед останется в фургоне.
В дверь лаборатории Мефесто звонит «чёрный»: рука Картмана — Митч Коннор, перемазанная чёрной краской с причёской «афро» и просит впустить его, мотивируя это ужасной аварией.
В это время Барбра Стрейзанд разрушает Саут-Парк. Получив сообщение от полицейского о помощи, Суперлучшие друзья отправились на помощь, так как там был Мухаммед. Том Круз грозит полным уничтожением Южного Парка, если не будет передан Мухаммед, Рэнди — представитель города — не имеет понятия где он. На деле Мухаммеда прятал Кенни в подворотне в школьном шкафчике. Кайл предлагает вариант удовлетворения требований и рыжих, и звёзд.
Суперлучшие друзья пытаются победить Меха-Стрейзанд, но безрезультатно. Тогда Моисей говорит, что её можно успокоить, устроив концерт с Нилом Даймондом. Кришна превращается в Нила Даймонда и усмиряет Меха-Стрейзанд.
Тем временем в лаборатории Мефесто Картман и Коннор в пытаются узнать, кто же отец Эрика, но в этот момент к Мефесто приходят Стэн, Кайл, Кенни и просят клонировать Мухаммеда, чтобы отдать одного рыжим, а другого — звёздам. В лабораторию проникают рыжие и берут в плен всех находящихся в комнате. Они заявляют, что ведут их к «Главному рыжему». Главным рыжим оказывается Скотт Тенорман. Он говорит Картману, что его отец был один из игроков «Денвер Бронкос» — отец Скотта Тенормана Джек Тенорман.
Суперлучшим друзьям удаётся победить Барбру Стрейзанд и рыжих. Картману абсолютно всё равно, что он убил собственного отца и скормил его своему сводному брату — он переживает только из-за того, что оказался наполовину рыжим. Том Круз просит ребят отправить его «туда, где никто не достаёт». Круза отправляют на Луну.

## Отзывы
Писатель A.V. Club Шон О'Нил сказал, что "«201» был улучшением по сравнению с «200», но, тем не менее, чувствовал, что «201» был «сумкой с безумными сценами и камео, которые оценят только преданные фанаты». «201» наверняка станет самым обсуждаемым эпизодом «Южного парка» за всю историю".

## Отсылки к предыдущим эпизодам
- Сцена встречи Эрика и Скотта — эпизод «Скотт Тенорман должен умереть».
- Место, куда отправляют Тома Круза — эпизод «Освободите Виллзиака».
- Появление Суперлучших друзей — эпизод «Суперлучшие друзья».

## Пародии
- Способ, с помощью которого Картман заставляет доктора Мефесто впустить его в лабораторию, является пародией на сцену из фильма «Заводной Апельсин» Стэнли Кубрика.